# Joe Fortenberry
Joe Fortenberry   (Slidell, 1 d'abril de 1911 - Amarillo, 3 de juny de 1993) fou un jugador de bàsquet estatunidenc que va competir durant la dècada de 1930.
Durant la seva carrera esportiva va jugar als Ogden Boosters de Utah i als McPherson Oilers de McPherson, Kansas. Aquest va ser l'equip que va guanyar el Campionat Nacional AAU de 1936. Aquell mateix any va prendre part en els Jocs Olímpics d'Estiu de Berlín, on guanyà la medalla d'or en la competició de bàsquet.
Després dels Jocs Olímpics va jugar cinc temporades, de 1936 a 1941, als Phillips 66ers, de la lliga de bàsquet AAU, la més important dels Estats Units abans de la creació de la NBA. Guanyà la lliga de 1940.
Se li atribueix el fet de ser un dels primers jugadors de bàsquet en fer una esmaixada en un partit de bàsquet.